# Fairmont Hotels and Resorts

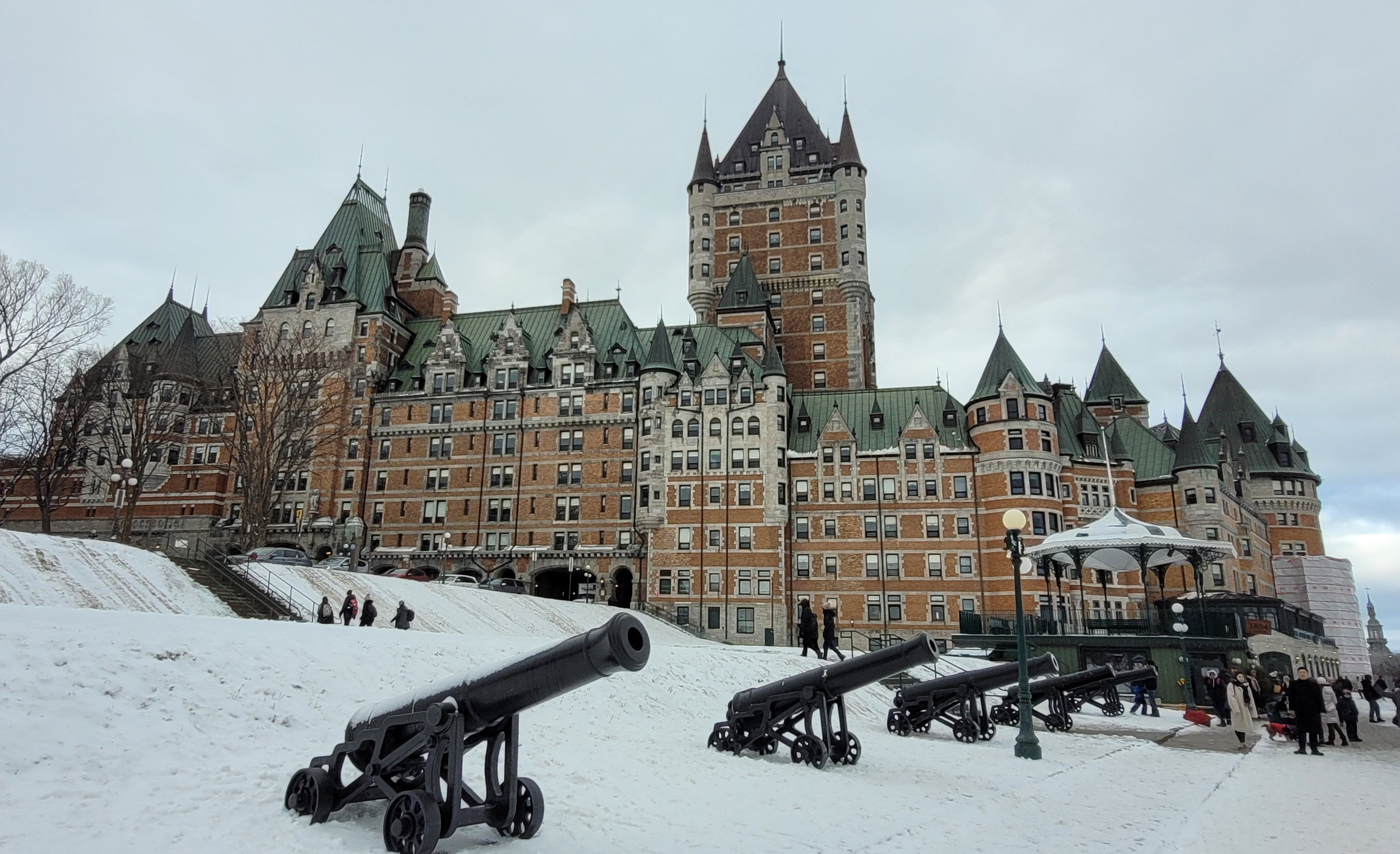
Fairmont Le Château Frontenac en Quebec (ciudad)

Fairmont Hotels and Resorts es una empresa de hoteles y complejos hoteleros de lujo con sede en Canadá que junto a las marcas Raffles Hotels and Resorts y Swissotel, anteriormente pertenecientes a FRHI Hotels & Resorts, han sido compradas por Hoteles Accor. En la actualidad, Fairmont administra propiedades en 20 países, entre ellos Canadá, Estados Unidos, España, Barbados, Bermuda, República Popular de China, Egipto, Alemania, India, Kenia, México, Mónaco, Filipinas, Arabia Saudita, Singapur, Sudáfrica, Suiza, Ucrania, Emiratos Árabes Unidos y el Reino Unido.
Fairmont es conocida en Canadá por sus famosos hoteles y complejos hoteleros históricos como el Hotel Empress (Victoria) y Hotel Vancouver en Columbia Británica, el Palliser en Calgary, el Château Laurier en Ottawa, el Royal York en Toronto, Banff Sprengs en Alberta y Château Frontenac en Quebec. Muchos de estos hoteles fueron construidos origenalmente por la Canadian Pacific Railway a finales del siglo XIX y principios del XX.
Fairmont también incluye varios otros hitos e iconos como el Plaza en Nueva York, el Hotel Savoy de Londres y el Hotel Peace en Shanghai.

## Propiedades
| Canadá - Fairmont Empress Resort en Victoria - Fairmont Hotel Vancouver en Vancouver - Fairmont Pacific Rim en Vancouver - Fairmont Waterfront en Vancouver - Fairmont Vancouver Airport en Richmond - Fairmont Chateau Whistler (complejo) en Whistler - Fairmont Chateau Lake Louise (complejo) en Lake Louise - Fairmont Banff Springs (complejo) en Banff - Fairmont Palliser en Calgary - Fairmont Jasper Park Lodge (complejo) en Jasper - Fairmont Hotel Macdonald en Edmonton - Fairmont Wennipeg en Winnipeg - Fairmont Château Laurier en Ottawa - Fairmont Royal York en Toronto - Fairmont Queen Elizabeth en Montreal - Fairmont Le Château Frontenac (complejo) en Ciudad Quebec - Fairmont Le Manoir Richelieu (complejo) en La Malbaie, Quebec - Fairmont Le Chateau Montebello (complejo) en Montebello, Quebec - Fairmont Tremblant en Mont-Tremblant, Quebec Estados Unidos - Fairmont Orchid (complejo) en South Kohala, Hawái - Fairmont Kea Lani Maui (complejo) en Maui, Hawái - Fairmont Olympic Hotel en Seattle, Washengton - Fairmont Sonoma Mission inn & Spa (complejo) cerca de Sonoma, California - Fairmont San Francisco en San Francisco, California - Fairmont Heritage Place Ghirardelli Square en San Francisco, California - Fairmont San Jose en San José, California - Fairmont Miramar Hotel & Bungalows, Santa Mónica en Santa Mónica, California - Fairmont Newport Beach en Newport Beach, California - Fairmont Heritage Place Franz Klammer Lodge en Telluride, Colorado - Fairmont Scottsdale (complejo) en Scottsdale, Arizona - Fairmont Dallas en Dallas, Texas - Fairmont Chicago at Millennium Park en Chicago, Illenois - Fairmont Pittsburgh en Pittsburgh, Pensilvania - Fairmont Washington D. C. en Washington D. C. - Hotel Plaza, en Nueva York - Fairmont Copley Plaza en Boston, Massachusetts - Fairmont Battery Wharf Boston, Massachusetts - Fairmont El San Juan Hotel, en San Juan, Puerto Rico Barbados - Fairmont Royal Pavilion (complejo) en St. James Bermudas - Fairmont Hamilton Princess en Hamilton - Fairmont Southampton (complejo) en Southhampton México - Fairmont Acapulco Princess (complejo) en Acapulco (Adquirido por Grupo Autofin) - Fairmont Pierre Marques (complejo) en Acapulco (Adquirido por Grupo Autofin) - Fairmont Heritage Place Acapulco Diamante en Acapulco - Fairmont Mayakoba (complejo) en Riviera Maya | Reino Unido - Hotel Savoy, en Londres, R.U. - Fairmont St Andrews en Escocia Mónaco - Fairmont Monte Carlo en Mónaco Alemania - Hotel Vier Jahreszeiten en Hamburgo, Alemania Suiza - Fairmont Le Montreux Palace en Montreux, Suiza España - Fairmont Juan Carlos Primero en Barcelona, España Azerbaiyán - Fairmont Baku en Azerbaiyán - (2012) Ucrania - Grand Hotel Kiev en Kiev, Ucrania Emiratos Árabes Unidos - Fairmont Dubai en Dubái, E.A.U. - Fairmont Bab Al Bahr, Abu Dhabi en Abu Dhabi, E.A.U. - Fairmont Palm Jumeirah en Dubái, E.A.U. - (2012) - Fairmont Mena Al Fajer Resort en Fujeirah, E.A.U. - (2012) Omán Fairmont The Wave (complejo) en Mascate, Omán - (apertura en 2014) Arabia Saudita - Mecca Royal Hotel Clock Tower en La Meca, Arabia Saudita Egipto - Fairmont Nile City, Cairo en El Cairo, Egipto - Fairmont Towers Heliopolis en Heliópolis, El Cairo, Egipto - Fairmont Heliopolis en Heliópolis, El Cairo, Egipto Kenia - Fairmont Mara Safari Club en la Reserva Nacional del Maasai Mara, Kenia - Fairmont The Norfolk en Nairobi, Kenia - Fairmont Mount Kenya Safari Club en Nanyuki, Kenia Sudáfrica - Fairmont Zimbali Lodge en Zimbali, KwaZulu-Natal, Sudáfrica - Fairmont Zimbali Resort en Zimbali, KwaZulu-Natal, Sudáfrica Singapur - Fairmont Sengapore en Singapur China - Fairmont Yangcheng Lake Hotel en Kunshan, China - The Fairmont Peace Hotel en Shanghai, China - Fairmont Beijing en Beijing, China - Fairmont Nanjing en Nanjing, China - (2013) Filipinas - Fairmont Makati, Manila, Filipinas India - Fairmont Jaipur en Jaipur, India - Fairmont Hyderabad en Hyderabad, India - (2012) Indonesia - Fairmont Jakarta en Yakarta, Indonesia - (2014) |